# Urška Žolnirová
Urška Žolnir, (* 9. říjen 1981 Celje, Jugoslávie) je bývalá reprezentantka Slovinska v judu. Je majitelkou zlaté olympijské medaile.

## Sportovní kariéra

### Úspěchy
- zlatá olympijská medaile z roku 2012
- titul mistryně Evropy z roku 2009

### Zajímavosti
- tokui-waza: seoi-nage, ne-waza
- styl: fyzický, mentální
- úchop: pravý

S judem začala v obci Žalec, kde vyrůstala a žije dodnes. V juniorském věku patřila k velkým příslibům slovinského juda, ale přechod mezi seniorky jí nevyšel podle představ. Důvodem byla především její nepřesná judistická technika. Byla vyznavačkou tzv. zápasnických chvatů - do roku 2010 legrabing (útok na nohu) a ne-waza. Po zákazu útoku na nohu přidala jako tokui-waza pro sebe upravenou techniku seoi-nage, kterou kombinovala s kata-gurumou, sode-curikomi-goši a dalšími technikami plynoucích z ne-waza. V pozdějším věku brala medaile hlavně díky zkušenostem a vůli na sobě pracovat.
Jako zlom v její sportovní kariéře se dá považovat příprava na olympijské hry v Athénách v roce 2004. Tehdy byla ve stínu svých krajanek Raši Srakové a Petry Nareksové, ale obě v Athénách výsledkově překonala. V turnaji musela čelit náročnému losu, který jí v prvním a druhém kole přidělil soupeřky velkého formátu. Kubánku Gonzálezovou vyřadila 20 s před koncem druhým šidem a ve druhém kole porazila na ippon Belgičanku Vandecaveye. V semifinále na ní však dolehla tíha úspěchu a zápas proti Rakušance Heillové protaktizovala. V poslední minutě zápasu měla k dobru juko, ale 2 sekundy před koncem dostala čtvrté šido a hansoku-make (diskvalifikace). Boj o třetí místo, ale psychicky zvládla a vybojoval první olympijskou medaili pro slovinské judo.
V roce 2008 musela opět čelit náročnému losu na olympijských hrách v Pekingu. Francouzka Lucie Décosse jí ke konci první minuty poslala na zem technikou sasake-curikomi-aši a následně nasadila páčení. V opravách se do bojů o bronzovou medaili nedostala a obsadila 7. místo.
V roce 2012 patřila k adeptkám na jednu z medailí na olympijských hrách v Londýně. Potom co se v prvním kole vypořádala se svou velkou rivalkou Němkou Malzahn se dostala do tempa a postoupila až do finále, kde nedala příležitost Číňance Sü Li-Li. Vybojovala zlatou olympijskou medaili. Vzápětí ukončila sportovní kariéru a věnuje se trenérské práci po boku svého bývalého trenéra Fabjana. Kvalitní sportovní úroveň si však udržovala i v dalších sezonách. V roce 2014 byla na soupisce slovinského týmu, který vybojoval bronzové medaile na mistrovství Evropy družstev.

### Rivalky
- Lucie Décosseová
- Elisabeth Willeboordseová
- Claudia Heillová
- Claudia Malzahnová
- Gévrise Émaneová

## Výsledky
| Turnaj             | 1996             | 1997             | 1998             | 1999             | 2000             | 2001             | 2002             | 2003             | 2004             | 2005             | 2006             | 2007             | 2008             | 2009             | 2010             | 2011             | 2012             |
| Turnaj             | 15               | 16               | 17               | 18               | 19               | 20               | 21               | 22               | 23               | 24               | 25               | 26               | 27               | 28               | 29               | 30               | 31               |
| Turnaj             | polostřední váha | polostřední váha | polostřední váha | polostřední váha | polostřední váha | polostřední váha | polostřední váha | polostřední váha | polostřední váha | polostřední váha | polostřední váha | polostřední váha | polostřední váha | polostřední váha | polostřední váha | polostřední váha | polostřední váha |
| ------------------ | ---------------- | ---------------- | ---------------- | ---------------- | ---------------- | ---------------- | ---------------- | ---------------- | ---------------- | ---------------- | ---------------- | ---------------- | ---------------- | ---------------- | ---------------- | ---------------- | ---------------- |
| Olympijské hry     | —                |                  |                  |                  | —                |                  |                  |                  | 3.               |                  |                  |                  | 7.               |                  |                  |                  | 1.               |
| Mistrovství světa  |                  | —                |                  | —                |                  | 5.               |                  | úč.              |                  | 3.               |                  | 5.               |                  | 5.               | úč.              | 3.               |                  |
| Mistrovství Evropy | —                | —                | —                | úč.              | úč.              | úč.              | 5.               | úč.              | úč.              | —                | 5.               | 2.               | 3.               | 1.               | —                | 3.               | 5.               |
| MS juniorů         | —                |                  | —                |                  | úč.              |                  |                  |                  |                  |                  |                  |                  |                  |                  |                  |                  |                  |
| ME juniorů         | úč.              | 1.               | —                | 1.               | úč.              |                  |                  |                  |                  |                  |                  |                  |                  |                  |                  |                  |                  |

## Podrobnější výsledky

### Olympijské hry
| Rok      | Kategorie        |  | 1/32                               | 1/16                             | čtvrtfinále                           | semifinále                               | opravy                         | opravy                              | opravy                                  | o bronz                               | finále                       |
| -------- | ---------------- |  | ---------------------------------- | -------------------------------- | ------------------------------------- | ---------------------------------------- | ------------------------------ | ----------------------------------- | --------------------------------------- | ------------------------------------- | ---------------------------- |
| LOH 2004 | polostřední váha |  | volný los                          | výhra - yuk/shi Driulis González | výhra - suk/2:18 Gella Vandecaveye    | prohra - 4:58/H Claudia Heill            | -                              | -                                   | -                                       | výhra - waz/shi Marie-Hélène Chisholm | -                            |
| LOH 2008 | polostřední váha |  | prohra - 2:09/sta+jg Lucie Décosse | -                                | -                                     | -                                        | výhra - 3:54/kgu Elis Šlezingr | výhra - 2:50/(wip) Anna von Harnier | prohra - kok/ogo Elisabeth Willeboordse | -                                     | -                            |
| LOH 2012 | polostřední váha |  | výhra - 2:08/jg Claudia Malzahn    | výhra - 1:17/jg Estefania García | výhra - 3:44/son+kgu+jg Elis Šlezingr | výhra - 2:18/oug Cedevsürengín Mönchzaja | -                              | -                                   | -                                       | -                                     | výhra - waz/son+stg Sü Li-Li |

### Mistrovství světa
| Rok     | Kategorie        |  | 1/64                    | 1/32                      | 1/16                  | čtvrtfinále              | semifinále                    | opravy              | opravy                 | opravy               | opravy            | o bronz                       |
| ------- | ---------------- |  | ----------------------- | ------------------------- | --------------------- | ------------------------ | ----------------------------- | ------------------- | ---------------------- | -------------------- | ----------------- | ----------------------------- |
| MS 2001 | polostřední váha |  | volný los               | výhra Či Kjong-sun        | výhra Grace Jividen   | prohra Gella Vandecaveye | -                             | -                   | -                      | výhra Orit Bar-On    | výhra Vânia Ishii | prohra Anaisis Hernández      |
| MS 2003 | polostřední váha |  | výhra Daniëlle Vriezema | prohra Daniela Krukower   | -                     | -                        | -                             | -                   | prohra Lucie Décosse   | -                    | -                 | -                             |
| MS 2005 | polostřední váha |  | volný los               | prohra Lucie Décosse      | -                     | -                        | -                             | výhra Audrey Puello | výhra Daniela Krukower | výhra Brigitta Szabó | výhra I Pok-hui   | výhra Marie-Hélène Chisholm   |
| MS 2007 | polostřední váha |  | výhra María Pérez       | výhra Paulina Rainczuk    | výhra Marti Malloy    | výhra Anna von Harnier   | prohra Lucie Décosse          | -                   | -                      | -                    | -                 | prohra Elisabeth Willeboordse |
| MS 2009 | polostřední váha |  | x                       | výhra Karina Acosta       | výhra Zaryna Aldykova | výhra Anna Cachola       | prohra Elisabeth Willeboordse | -                   | -                      | -                    | -                 | prohra Claudia Malzahn        |
| MS 2010 | polostřední váha |  | volný los               | výhra Gévrise Émane       | prohra Yaritza Abel   | -                        | -                             | -                   | -                      | -                    | -                 | -                             |
| MS 2011 | polostřední váha |  | výhra Bernadett Baczkó  | výhra Ajgerim Kydyrbajeva | výhra Jarden Gerbi    | výhra Sü Ju-chua         | prohra Jošie Ueno             | -                   | -                      | -                    | -                 | výhra Maricet Espinosa        |

### Mistrovství Evropy
| Rok     | Kategorie        |  | 1/32                           | 1/16                           | čtvrtfinále                    | semifinále                     | opravy                         | opravy                         | o bronz                        | finále                         |
| ------- | ---------------- |  | ------------------------------ | ------------------------------ | ------------------------------ | ------------------------------ | ------------------------------ | ------------------------------ | ------------------------------ | ------------------------------ |
| ME 1999 | polostřední váha |  | výhra Eleni Tabasi             | prohra Irena Tokarz            | -                              | -                              | prohra Daniëlle Vriezema       | -                              | -                              | -                              |
| ME 2000 | polostřední váha |  | výhra Olena Hlebova            | prohra Danuše Zdeňková         | -                              | -                              | -                              | -                              | -                              | -                              |
| ME 2001 | polostřední váha |  | volný los                      | prohra Gella Vandecaveye       | -                              | -                              | -                              | -                              | -                              | -                              |
| ME 2002 | polostřední váha |  | výhra Claudia Heill            | výhra Martina Bašić            | výhra Andreia Cavalleri        | prohra Karen Roberts           | -                              | -                              | prohra Gella Vandecaveye       | -                              |
| ME 2003 | polostřední váha |  | volný los                      | prohra Ylenia Scapin           | -                              | -                              | -                              | -                              | -                              | -                              |
| ME 2004 | polostřední váha |  | volný los                      | prohra Claudia Malzahn         | -                              | -                              | -                              | -                              | -                              | -                              |
| ME 2005 | polostřední váha |  | nestartovala - bez zastoupení  | nestartovala - bez zastoupení  | nestartovala - bez zastoupení  | nestartovala - bez zastoupení  | nestartovala - bez zastoupení  | nestartovala - bez zastoupení  | nestartovala - bez zastoupení  | nestartovala - bez zastoupení  |
| ME 2006 | polostřední váha |  | volný los                      | výhra Esther Myreböe           | prohra Sarah Clark             | -                              | výhra Juliane Robra            | výhra Vera Koval               | prohra Ylenia Scapin           | -                              |
| ME 2007 | polostřední váha |  | volný los                      | výhra Juliane Robra            | výhra Paulina Rainczuk         | výhra Sara Álvarez             | -                              | -                              | -                              | prohra Lucie Décosse           |
| ME 2008 | polostřední váha |  | volný los                      | výhra Elis Šlezingr            | výhra Andreia Cavalleri        | prohra Claudia Malzahn         | -                              | -                              | výhra Julieta Bukuvala         | -                              |
| ME 2009 | polostřední váha |  | volný los                      | výhra Dimitra Andrucu          | výhra Anastasija Leškova       | výhra Marijana Miškovič        | -                              | -                              | -                              | výhra Vera Koval               |
| ME 2010 | polostřední váha |  | nestartovala - Vlora Beđetiová | nestartovala - Vlora Beđetiová | nestartovala - Vlora Beđetiová | nestartovala - Vlora Beđetiová | nestartovala - Vlora Beđetiová | nestartovala - Vlora Beđetiová | nestartovala - Vlora Beđetiová | nestartovala - Vlora Beđetiová |
| ME 2011 | polostřední váha |  | volný los                      | výhra Esther Stam              | výhra Elis Šlezingr            | prohra Gévrise Émane           | -                              | -                              | výhra Jarden Gerbi             | -                              |
| ME 2012 | polostřední váha |  | výhra Edwige Gwend             | výhra Yahaira Aguirre          | prohra Jarden Gerbi            | -                              | -                              | výhra Anicka van Emden         | prohra Elis Šlezingr           | -                              |